# Marche-Avec
 (juin 2012).
Si vous disposez d'ouvrages ou d'articles de référence ou si vous connaissez des sites web de qualité traitant du thème abordé ici, merci de compléter l'article en donnant les références utiles à sa vérifiabilité et en les liant à la section « Notes et références ».
Le Marche-Avec est un cotre sardinier construit durant l'année 1991

Il appartient depuis 1994 à la municipalité de Concarneau. La gestion en a été confiée à l'Association des amis du Marche-Avec qui est le promoteur de sa construction avec la ville et des entreprises locales.
Son immatriculation est CC 1645.

## Histoire
C'est une réplique construit sur les plans du Gaby, ancien cotre-sardinier de 1924, construit à Beuzec-Conq pour le patron-pêcheur Léon Le Gras.

Elle a été réalisée dans le cadre du concours « Bateaux du patrimoine des côtes de France » organisé par le magazine Chasse-Marée à l'occasion du rassemblement de gréements traditionnels des fêtes maritimes de Brest de 1992.
La municipalité utilise le bateau dans le cadre des programmes d'animation d'été pour les jeunes concarnois de 14 à 17 ans. L'association gestionnaire propose des sorties à la journée mais aussi de courtes croisières lors des rassemblements locaux de gréements traditionnels et fêtes maritimes. 

Le Marche-Avec participe, chaque année, au Festival des Filets bleus grande fête traditionnelle bretonne de Concarneau. 

Il a aussi participé à Brest 2008.

## Ancienne pêche à la sardine
Les cotres sardiniers ont connu leur essor dans la première moitié du XXe siècle lorsque les bancs de sardines ne venaient plus au rivage. Le port de Concarneau, essentiellement tourné sur cette pêche pour alimenter les ateliers de mise en boîte, dut affréter jusqu'à une quarantaine de bateaux de ce type. Ils remorquaient au large chacun une ou deux chaloupes à rame pour pêcher à l'ancienne en appâtant le poisson dans des filets droits.

L'équipage de ces cotres comptaient jusqu'à 7 hommes dont 2 restaient à bord, les autres étant sur les chaloupes.